# Lijst van wrakken in de Salomonseilanden
Dit is een lijst van scheeps- en vliegtuigwrakken in de Salomonseilanden uit de Tweede Wereldoorlog. Zie ook het artikel Ironbottom Sound.

## A
- Aaron Ward (Amerikaanse Gleaves-klasse torpedojager)
- Akatsuki (Japanse Akatsuki-klasse torpedojager)
- Astoria (Amerikaanse New Orleans-klasse kruiser)
- Atlanta (Amerikaanse Atlanta-klasse luchtafweer kruiser)
- Ayanami (Japanse Fubuki-klasse torpedojager)

## B
- Barton (Amerikaanse Benson-klasse torpedojager)

## C
- Canberra (Australisch Kent-klasse kruiser)
- Colhoun (Amerikaanse Wickes-klasse torpedojager)
- Cushing (Amerikaanse Mahan-klasse torpedojager)

## D
- De Haven (Amerikaanse Fletcher-klasse torpedojager)
- Duncan (Amerikaanse Gleaves-klasse torpedojager)

## F
- Fubuki (Japanse Fubuki-klasse torpedojager)
- Furutaka (Japanse Furutaka-klasse kruiser)

## G
- George F. Elliot (Amerikaanse Heywood klasse transportschip)
- Gregory (Amerikaanse Wickes-klasse torpedojager)

## H
- Hiei (Japanse Kongo-klasse slagschip)
- Hirokawa Maru (Japans militair transportschip)
- Jarvis (Amerikaanse Gridley-klasse torpedojager)

## J
- John Penn (Amerikaans aanval/transportschip)

## K
- Kasi Maru (Japans vrachtschip)
- Kanawha (Amerikaanse Kanawha/Cuyama klasse olietanker)
- Kinugawa Maru (Japans militair transportschip)
- Kirishima (Japanse Kongo-klasse slagschip)
- Kyushu Maru (Japans militair transportschip)

## L
- Laffey (Amerikaanse Benson-klasse torpedojager)
- Little (Amerikaanse Wickes-klasse torpedojager)

## M
- Makigumo (Japanse Yugumo-klasse torpedojager)
- Moa (Nieuw-Zeelandse Kiwi-klasse korvet)
- Monssen (Amerikaanse Gleaves-klasse torpedojager)

## N
- Northampton (Amerikaanse Northampton-klasse kruiser)

## P
- Preston (Amerikaanse Mahan-klasse torpedojager)
- PT-37 (Amerikaanse PT boot)
- PT-44 (Amerikaanse PT boot)
- PT-111 (Amerikaanse PT boot)
- PT-112 (Amerikaanse PT boot)
- PT-123 (Amerikaanse PT boot)

## Q
- Quincy (Amerikaanse New Orleans-klasse kruiser)

## S
- Seminole (Amerikaanse Navajo-klasse zeewaardige sleepboot)
- Serpens (Amerikaanse kustwacht)

## T
- Takanami (Japanse Yugumo-klasse torpedojager)
- Teruzuki (Japanse Akizuki-klasse torpedojager)
- Toa Maru (Japans militair transportschip)

## V
- Vincennes (Amerikaanse New Orleans-klasse kruiser)

## W
- Walke (Amerikaanse Sims-klasse torpedojager)

## Y
- Yamatsuki Maru (Japans militair transportschip)
- Yamaura Maru (Japans militair transportschip)
- YP-284 (Amerikaans patrouilleschip)
- Yudachi (Japanse Shiratsuyu-klasse torpedojager)